# Brereton Hall

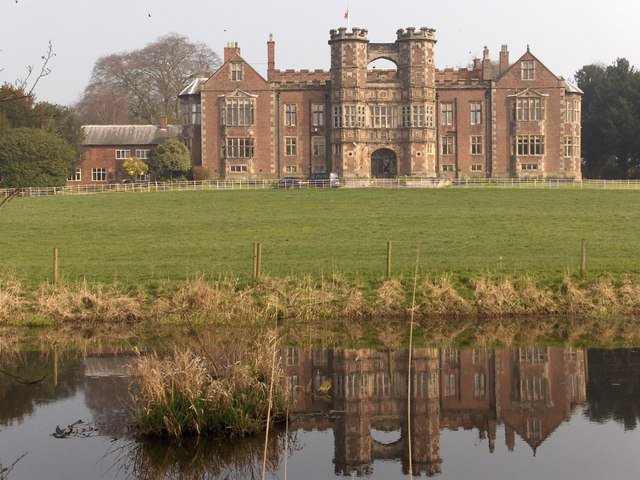
Frontfassade von Brereton Hall

Brereton Hall ist ein Landhaus nördlich des Dorfes Brereton Green in der englischen Verwaltungseinheit Cheshire East. English Heritage hat es als historisches Bauwerk I. Grades gelistet.

## Geschichte
Die Grundherrschaft Bretune ist im Domesday Book von 1086 aufgeführt. Das Haus stammt aus dem Jahr 1586; man sieht es an der Jahreszahl, die über den Eingang eingemeißelt ist. Der Auftrag zum Bau des Hauses kam von Sir William Brereton (1550–1631), der 1624 zum Baron Brereton of Leighlin, Co. Carlow, ernannt wurde. Ein Porträt von Sir William Brereton von 1579 mit einem Kamee von Königin Elisabeth I. auf seinem Hut ist im Detroit Institute of Arts zu sehen. William Brereton, 3. Baron Brereton, (1631–1679) war ein ausgezeichneter Briefeschreiber und Mitbegründer der Royal Society. Sein jüngerer Sohn Francis starb 1722 unverheiratet, womit die männliche Linie der Breretons endete.
Das Haus fiel an die Familie Bracebridge und tauchte als Bracebridge Hall in Yorkshire in einem historischen Roman von Washington Irving auf. 1817 wurde es von einem Industriellen aus Manchester, John Howard, gekauft. Er ließ 1829 außen und innen Veränderungen im Regency-Stil anbringen. Weitere Veränderungen wurden Ende des 19. Jahrhunderts durchgeführt. Im 20. Jahrhundert war das Landhaus ein Mädcheninternat. Nachdem dieses im Juli 1992 seine Pforten schloss, war Brereton Hall der Rückzugsort eines Popstars, der im Hinterhaus ein Aufnahmestudio errichten ließ. Seit 2005 ist das Landhaus ein privates Wohnhaus und nicht mehr öffentlich zugänglich.

## Architektur

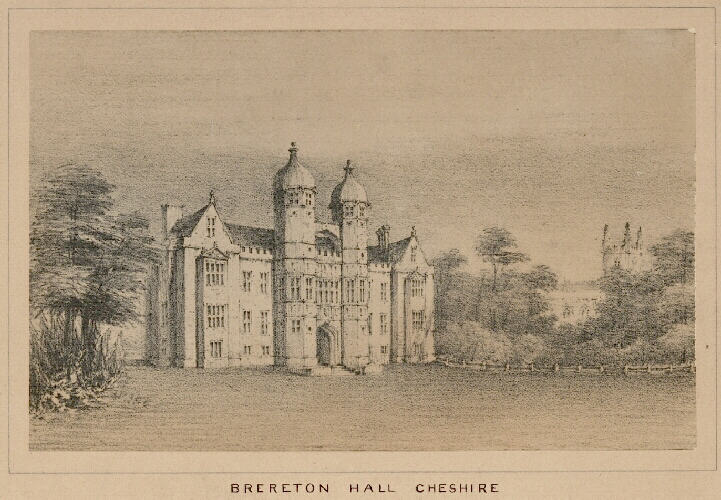
Brereton Hall vor 1829. Man sieht die Laternen, die später durch Zinnen ersetzt wurden.

Das Haus ist eines aus einer Art von glänzenden elisabethanischen und jakobinischen Häusern, die vor allen Dingen zum Zweck der Darstellung des gesellschaftlichen Ranges des Bauherrn gebaut wurden. In England nennt man diese Häuser Prodigy Houses. Brereton Hall wurde aus Ziegeln, versehen mit einigen Steinverkleidungen, erbaut. Ursprünglich hatte das Haus einen Grundriss in Form eines E. Der mittlere Flügel wurde später abgerissen und im 19. Jahrhundert durch ein Gewächshaus ersetzt. Der vordere Flügel ist mit einem Bleidach versehen, die anderen Flügel sind mit Schiefer gedeckt. Der vordere Flügel besteht aus einem Tiefparterre und zwei weiteren Geschossen und hat einen mit Türmchen versehenen Eingang in der Mitte. Diese achteckigen Tourellen sind durch eine Brücke verbunden und mit Zinnen versehen (bis 1829 gab es stattdessen kleine Kuppeln auf den Türmchen).
Über dem Eingang findet man das Wappen von Königin Elisabeth I. auf einem Schild. Es wird von einer Tudor-Rose und dem Fallgatter der Beauforts flankiert. Hinter dem Eingang liegen die untere Halle und eine Prachttreppe, die zur Langen Galerie führt, die sich entlang der Frontfassade des Hauses erstreckt. Sie führt zum Salon, der einen Fries mit fast 50 Wappen und einen Kaminsims mit dem Emblem der Breretons, einem Bären mit Maulkorb, enthält. Zwei offene Kamine an anderer Stelle im Haus sind in der Art von Sebastiano Serlio gemeißelt. Das frühere Arbeitszimmer des 2. Lord Brereton ist mit einem reich gemeißelten Alabasterkamin ausgestattet.